# Okręg wyborczy nr 30 do Sejmu Rzeczypospolitej Polskiej (1991–1993)
Okręg wyborczy nr 30 do Sejmu Rzeczypospolitej Polskiej (1991–1993) obejmował województwo krośnieńskie i przemyskie. W ówczesnym kształcie został utworzony w 1991. Wybieranych było w nim 9 posłów w systemie proporcjonalnym.
Siedzibą okręgowej komisji wyborczej był Przemyśl.

## Wybory parlamentarne 1991
Głosowanie odbyło się 27 października 1991.
| Komitet wyborczy                                      | Komitet wyborczy                                                  | Głosów | %     | Mandaty | Wybrani posłowie                  |
| ----------------------------------------------------- | ----------------------------------------------------------------- | ------ | ----- | ------- | --------------------------------- |
|                                                       | Polskie Stronnictwo Ludowe Sojusz Programowy                      | 46 025 | 16,74 | 2       | Zbigniew Mierzwa, Władysław Wrona |
|                                                       | Porozumienie Ludowe                                               | 36 249 | 13,19 | 1       | Tadeusz Wójcik                    |
|                                                       | Porozumienie Obywatelskie Centrum                                 | 32 421 | 11,79 | 1       | Tadeusz Górczyk                   |
|                                                       | Wyborcza Akcja Katolicka                                          | 28 391 | 10,33 | 1       | Stanisław Zając                   |
|                                                       | Konfederacja Polski Niepodległej                                  | 27 779 | 10,11 | 1       | Andrzej Mazurkiewicz              |
|                                                       | Unia Demokratyczna                                                | 26 196 | 9,53  | 1       | Janusz Onyszkiewicz               |
|                                                       | Sojusz Lewicy Demokratycznej                                      | 18 417 | 6,70  | 1       | Bronisława Bajor                  |
|                                                       | Niezależny Samorządny Związek Zawodowy „Solidarność”              | 11 628 | 4,23  | 1       | Stanisław Baran                   |
|                                                       | Kongres Liberalno-Demokratyczny                                   | 8917   | 3,24  | –       |                                   |
|                                                       | Solidarność Pracy                                                 | 5772   | 2,10  | –       |                                   |
|                                                       | Chrześcijańska Demokracja                                         | 5479   | 1,99  | –       |                                   |
|                                                       | Unia Polityki Realnej                                             | 4178   | 1,52  | –       |                                   |
|                                                       | Stronnictwo Demokratyczne                                         | 3992   | 1,45  | –       |                                   |
|                                                       | Kombatant                                                         | 2910   | 1,06  | –       |                                   |
|                                                       | Konfederacja Pracodawców                                          | 2685   | 0,98  | –       |                                   |
|                                                       | Wyborczy Blok Mniejszości                                         | 2257   | 0,82  | –       |                                   |
|                                                       | Koalicja Środowisk Kobiecych                                      | 2247   | 0,82  | –       |                                   |
|                                                       | Koalicja Polskiej Partii Ekologicznej i Polskiej Partii Zielonych | 2094   | 0,76  | –       |                                   |
|                                                       | Partia Wolności                                                   | 1809   | 0,66  | –       |                                   |
|                                                       | Zdrowa Polska – Sojusz Ekologiczny                                | 1428   | 0,52  | –       |                                   |
|                                                       | Polska Partia Ekologiczna – Zieloni                               | 1271   | 0,46  | –       |                                   |
|                                                       | Blok Ludowo-Chrześcijański                                        | 1184   | 0,43  | –       |                                   |
|                                                       | Ruch Chrześcijańsko-Społeczny „Przymierze”                        | 1046   | 0,38  | –       |                                   |
|                                                       | Mniejszość Niemiecka                                              | 504    | 0,18  | –       |                                   |
| Frekwencja: 46,47% Źródło: Państwowa Komisja Wyborcza |                                                                   |        |       |         |                                   |